# しゅーまっは
『しゅーまっは』は、伯林による日本のギャグ漫画。『週刊少年チャンピオン』（秋田書店）で連載されていた。全103話で、単行本は全7巻。

## 概要
両親の仕事の関係から祖父の元で暮らすこととなった普通の中学生・小林彩が、祖父の作る謎の生命体(?)「しゅーまっは」に振り回されるどたばたギャグ漫画。基本的に一話完結。また、コミックスの巻末の書下ろしには『その話に出てきたしゅーまっはの末路』が載っている。
3巻には他誌である『月刊少年エース』（角川書店）に掲載されていた「実録鳥人間コンテスト」が収録されている。
「しゅーまっは」とは、おじいちゃんが製造するバイオ生命体である。基本的にはコントローラーで操ることになるのだが、中には「まは」や「ゆま」のような完全自律型のものもある。なお、「しゅーまっは」という名前は作者がその場の勢いでつけたものらしい。もちろんF-1ドライバーのシューマッハ兄弟とは一切関連性はない。

## キャラクター

### 小林家の住人
小林 彩（こばやし あや）
主人公。ごく普通の中学生。両親の仕事の都合により、尊敬していたおじいちゃんの家で生活するようになるが、祖父の作る謎の生命体「しゅーまっは」に悩まされている。最初のころはおじいちゃんの行動に翻弄されていたが、途中から少し慣れてきたためか反撃をするようになる。おじいちゃんのことは嫌いではないが、まともになって欲しいとは思っている。
学校では陸上部に入部しているが、2年目の途中から「小林研究所」というおじいちゃんが作ったわけがわからない部活に無理やり掛け持ちで入部させられている。
ゴキブリとカタツムリが大の苦手。また、幼児体型であることを非常に気にしている。
おじいちゃん
彩の祖父。本名は不明。彩の通う学校で教諭をしており、一見したところ人の良い老紳士だが、実態はマッドサイエンティスト。「しゅーまっは」と呼ばれる謎の生命体を作り出し、さまざまな事件を引き起こすトラブルメーカー。マフィアなどの闇社会とつながりがあるなど、謎が多い。暴走して操作が効かなくなったしゅーまっはを素手で壊すなど、超人的な肉体の持ち主でもある。
彩のことを溺愛しているのだが、その愛し方が異常ゆえにことあるごとに彩に嫌われ、涙を流している。外面がいいため周りの人には一応優しいが、藤宮涼子とゆまにたいしては容赦ない。
まは
彩の発した「姉か妹がいたらなぁ」という発言がきっかけで誕生した、妹型しゅーまっは。彩のことを「おねえちゃん」と呼ぶ。外見は普通の人間と変わらないが、材料は生クリーム鶏卵などケーキの材料となっている。小学校に入学している。おつまみが嫌い。動物を「○○にく」と呼ぶ癖がある(生きているウサギを「うさぎにく」と呼ぶなど)。
自分の意思でコンパクト型・水中型・飛行型・陸戦型などに変形することができる。純粋かつ無垢な性格で、好きな人間は慕うが嫌いな人には露骨に態度で示す。彩のことは大好きだが、作ったおじいちゃんに対しては無関心。また、一緒に住んでいる同族であるゆまとは話す描写があまりない。藤宮涼子にはなぜか懐いている。
ゆま
小林家の別荘を管理していたメイド型しゅーまっは。材料はあんこにきな粉などの和菓子の材料である。非常にドジで、何をやらせても失敗する。別荘を壊してからは小林家に滞在するようになる。人見知りが激しく、彩とおじいちゃんとしか普通に話さない。また、藤宮涼子とはライバル関係にある。彩よりもおじいちゃんの命令を優先する。
料理が得意なのだが、使う食材はゲテモノばかり。恥ずかしい衣装だとテンションが下がり、まともな料理しか作れなくなる。普段は人間と変わらない姿であるが、自分自身や彩・おじいちゃんに危険が迫ると、メタルヒーロー風の戦闘タイプに変形する。得意技は「めいどパンチ」と「めいどトマホーク」。

### 彩の学友など
藤宮 涼子（ふじみや りょうこ）
2学期後半に彩の学校へ転校してきた財閥の令嬢。成績は全国トップクラス、運動神経抜群という典型的な優等生だが、極度の解剖フェチでメスを握ると人格が変わる。その一方、メスがないと極端に臆病になる。おじいちゃんの華麗な解剖を見て、おじいちゃんのことを「師匠」と呼ぶようになる。しゅーまっはを変な生き物と認識し、見つけたら解剖しようと追いかけ回す。おじいちゃんから変な生き物をもらえる可能性があることから、「小林研究所」に入部する。ちなみに解剖マニアになったのは7歳の誕生日におじいちゃんが冗談でメスを送ったのがきっかけ。
知り合いや交友関係はあまり描かれていない。彩には結構容赦ないが、無垢すぎるまはと不思議系の林先生を苦手としている。また、ゆまとはライバル関係にある。
川村 ちさ（かわむら ちさ）
彩のクラスメイト。天然ボケでのんびりしている。だが、テニス部という意外な一面も存在する。不思議なものを感知する能力(?)を持っており、しばしばトラブルメーカーになることも。優とは幼稚園時代からの付き合いで、一緒にいることが多い。姉がいる。
竹田 優（たけだ ゆう）
彩のクラスメイトで髪の毛が短い方。水泳部所属。極度のおつまみ好きで、様々なおつまみを見つけては、まはに無理矢理食べさせようとする。そのため、まはには大変嫌われている。ちさとは幼稚園以来の付き合いで、ちさの行動に優がツッコミを入れるので、ツッコミの優と言われている。
石川 梨花（いしかわ りか）
彩のクラスメイトのクラス委員長。真面目な性格で眼鏡をかけている。生き物が大好きで、飼育部に入っている。どんな生き物でもかわいがる（たとえしゅーまっはでも）。実家は神社で手伝いもしている。
阿倍 薫（あべか おる）
彩の担任教師（2年生進級時から）で、体育教師。彩が入部している陸上部顧問。優しく面倒見がいい。左目に泣きボクロが特徴。汀とは高校時代の同級生。一般人で適応力があまりないため、変な形をしたしゅーまっはを見て気絶することもある。まだ若い方だが、まはに「おばちゃん」と言われて落ち込むこともある。
林先生（はやしせんせい）
保健室に新しく赴任してきた保険医の先生。フルネームは不明。チャイナ服に白衣を着ている。実家が漢方屋だったことから漢方薬マニアで、保健室が漢方薬で埋めつくされ、学校の花壇にも薬草を植えている。喜怒哀楽がなく、暗めのイメージがあるが意外に頑固な一面もある。

### その他
石川 汀（いしかわ みぎわ）
梨花の異母姉妹。職業は巫女。霊感が強く、しゅーまっはを妖怪と勘違いしてヌンチャクや三節棍で攻撃することもある。なお、巫女ではあるが、なぜか武闘派。だが、あまりに暴走しすぎると梨花に止められる場面もある。京都出身のため、話すときは京都弁。阿倍先生とは高校時代からの友人で、怖い話を聞かせて楽しんでいた。